# 5-ös busz (Budapest)
A budapesti 5-ös jelzésű autóbusz Rákospalota, Kossuth utca és a Pasaréti tér között közlekedik. A viszonylatot a BKK megrendelésére a Budapesti Közlekedési Zrt. üzemelteti mint szolgáltató. A vonalon a BKV Mercedes-Benz Conecto G buszai járnak.
A járatnak átszállási kapcsolata van az M2-es, az M3-as és az M4-es metróval.

## Története
Az 5-ös busz 1927. július 19-én indult a Ferenc József (ma Széchenyi István) térről a Lánchídon és Batthyány utcán át a Marczibányi térig, a SZAÜ üzemeltetésében. 1928-ban budai végállomása a Retek utcába, majd 1929. augusztus 1-jén a János Kórházhoz (Széna tér) került át. 1930. március 31-én összevonták a 12-es jelzésű busszal, így jelentősen meghosszabbodott: a Városliget – Aréna (Dózsa György) út – István út – Dohány utca (ellenkező irányban: Wesselényi utca – Dembinszky utca) – Károly körút – Deák Ferenc tér – Deák Ferenc utca (Erzsébet tér) – Vörösmarty tér – Dorottya utca (gr. Tiszai István utca) – Ferenc József tér – Széchenyi lánchíd – Fő utca – Batthyány tér – Batthyány utca – Mária utca – Széna tér – Retek utca – Pasarét (Hadapród utca) útvonalon közlekedett. 1931-ben 5A jelzésű betétjárata indult a Városliget és a Új Szent János Kórház között, ami 1932. május 4-én megszűnt. A második világháború alatt az 5-ös busz többször is szünetelt, illetve ideiglenesen rövidített útvonalon járt, majd 1945. augusztus 1-jén a Deák Ferenc tér és a Széll Kálmán tér között indult újra, a Ferenc József pontonhíd és a Krisztina körút érintésével. 1945. november 18-ától az Erzsébet híd helyére épített Petőfi pontonhídon érte el a Döbrentei teret, végállomásai változatlanok maradtak. Novemberben a jeges időjárás miatt újra a Ferenc József hídra terelték a buszokat, majd december végén ezt a hidat is elvitte az ár, így az 5-ös buszokat csak a Szent Gellért tér és a Széll Kálmán tér között járatták. 1946. január 7-étől újra a Ferenc József hídon, majd 1946. január 18-ától az újonnan átadott Kossuth hídon járt, a Ferenciek tere és a Széna tér között a Szervita tér, a Szabadság tér, a Kossuth Lajos tér és a Batthyány utca érintésével. Márciusban üzemanyaghiány miatt újra szünetelt, míg 1946. március 20-án a Blaha Lujza tér és a Szent János kórház között indult újra, a Nagykörút és a Marx tér érintésével.
1946. november 4-én az 5-ös busz megszűnt, helyette 12-es jelzéssel indítottak új járatot a Boráros tér és a Szent János kórház között. 1947. január 20-án a 12-es busz útvonalán, 5-ös jelzéssel indítottak új betétjáratot az Új Szent János Kórház—Oktogon tér között. 1947. április 6-án 5A jelzésű ingajárat is indult a Szent János kórháztól a Pasaréti térig. 1947. november 16-án átadták a Margit hidat, az 5-ös buszokat pedig átszervezték: az 5-ös buszt átszámozták 12A-ra, az 5A megszűnt, illetve 5-ös jelzéssel új járatot indítottak az Erzsébet körút (Dohány utca) és a Pasaréti tér között a Kossuth hídon keresztül. 1948. február 16-án meghosszabbították a Dózsa György útig, ezzel egy időben 5A jelzésű betétjáratot helyeztek forgalomba a Pasaréti tér és a Deák Ferenc tér között. 1948. április 19-én az 5A budai végállomását a Fogaskerekűhöz tették át, majd 1948. október 10-én megszüntették. Az 5-ös buszokat 1949. november 21-én a Kossuth híd helyett a Lánchídra helyezték át.
1950. november 20-án indult el a főváros első gyorsjárata 105-ös jelzéssel a Madách tér és a Pasaréti tér között, de 1951. január 27-én – jármű-kihasználatlanság miatt – megszüntették.
1953. május 11-én 5A jelzésű betétjárat indult a Rottenbiller utca és a János Kórház között. 1953. augusztus 21-én az 5A járat végállomásait megváltoztatták: a Hársfa utca és a Moszkva tér között járatták. 1956. december 5-én a Moszkva térig rövidítették, majd 1957. július 15-én felcserélték az 5-ös és 39-es buszok útvonalát, az 5-ös busz így újra a Pasaréti térig járt. 1960. február 15-én elindult az 5B jelzésű járat a Madách tér és a Pasaréti tér között, kizárólag délutáni csúcsidőszakokban. 1961. április 9-étől vasárnapi napokon 5C jelzésű járat is közlekedett a Madách tér és a János Kórház között. 1962. augusztus 6-án az 5A betétjáratot meghosszabbították a Dembinszky utcáig és a János Kórházig. Az 5B és 5C járatok megszűnési időpontja ismeretlen.
1971. szeptember 1-jén (20 év szünet után) újra elindították a 105-ös gyorsjáratot a Dembinszky utca és a Pasaréti tér között.
1972. december 23-ától az 5-ös autóbuszok a Március 15. térről az Erzsébet hídon át közlekedtek a Pasaréti térre. (A kieső szakaszon a 74-es busz közlekedett tovább. Ezt néhány évvel később a 74-es trolibusz váltotta fel.) Ugyanezen a napon szüntették meg a 105-ös gyorsjáratot, de 1974. szeptember 2-ától ismét közlekedett a 105-ös, aminek 1977. január 1-jétől 5-ös lett az új jelzése, végül 1990. augusztus 31-én az 5-ös autóbuszjárat – jármű-kihasználatlanság miatt – megszűnt.
1996. szeptember 6-áról 7-ére virradó éjszaka II. János Pál pápa látogatása miatt rendkívüli éjszakai járat közlekedett számjelzés nélkül a Baross tér, Keleti pályaudvar és a Déli pályaudvar között, a mai 5-ös busz útvonalán.
2008. szeptember 6-án az 5-ös autóbuszjáratot összevonták a 67V villamospótló, és a 25-ös buszokkal, így útvonala egészen Rákospalota, Kossuth utcáig hosszabbodott.
2013. május 1-jétől lecserélték a szóló járműveket csuklósra, így a vonalon a VT-Transman új alacsony padlós Mercedes buszai is megjelentek az Ikarusok mellett.
2016. április 21. és június 16. között a vonalon egy Modulo M168d típusú csuklós tesztbusz közlekedett.
2018 és 2019 szilveszterén egész éjjel közlekedett.
2022. augusztus 28-ától hétvégente és ünnepnapokon a viszonylat budai szakaszán, valamint a pesti oldalon a Korong utca és a rákospalotai végállomás között kizárólag az első ajtón lehet felszállni az autóbuszokra, ahol a járművezető ellenőrzi az utazási jogosultságot.

## Útvonala
| Pasaréti tér felé |
| Pasaréti tér vá. – Pasaréti út – Szilágyi Erzsébet fasor – Széll Kálmán tér – Krisztina körút – Attila út – Dózsa György tér – Krisztina körút – Döbrentei tér – Erzsébet híd – Szabad sajtó út – Ferenciek tere – Kossuth Lajos utca – Rákóczi út – Baross tér – Thököly út – Mexikói út – Erzsébet királyné útja – Kolozsvár utca – Széchenyi út – Rákos út – Régi Fóti út – Kossuth utca – Fő út – Rákospalota, Kossuth utca vá. |
| Rákospalota, Kossuth utca felé |
| Rákospalota, Kossuth utca vá. – Kossuth utca – Régi Fóti út – Rákos út – Széchenyi út – Kolozsvár utca – Erzsébet királyné útja – Mexikói út – Thököly út – Baross tér – Rákóczi út – Kossuth Lajos utca – Ferenciek tere – Szabad sajtó út – Erzsébet híd – Döbrentei tér – Attila út – Krisztina körút – Széll Kálmán tér – Szilágyi Erzsébet fasor – Pasaréti út – Pasaréti tér vá.                                              |

## Megállóhelyei
| 0  | Rákospalota, Kossuth utca végállomás | 58 | 12 104, 104A, 125, 170, 204, 231, 231B, 270 |
| 0  | Kossuth utca, lakótelep              | 57 | 104, 104A, 204, 231, 231B 308, 309, 310, 313, 314, 315, 316, 318, 319, 320, 321 |
| 1  | Juhos utca                           | 56 | 104, 104A, 204, 231, 231B 308, 309, 310, 313, 314, 315, 316, 317, 318, 319, 320, 321 |
| 2  | Epres sor                            | 55 | 231, 231B |
| 4  | Illyés Gyula utca                    | 53 | 96, 124, 196, 196A, 225, 296, 296A |
| 5  | Rákos úti szakrendelő                | 52 | 25, 96, 124, 296, 296A |
| ∫  | Szerencs utca                        | 51 | 25 |
| 6  | Wesselényi utca                      | 50 | 25 |
| 7  | Szent Korona útja                    | 49 | 25 |
| 8  | Széchenyi út                         | 48 | 25, 125 |
| 9  | Opál utca                            | 47 | 225 |
| 10 | Vág utca                             | 46 | |
| 11 | Tóth István utca                     | 45 | 62, 62A, 69 |
| 12 | Öv utca                              | 44 | 62, 62A, 69 124, 125 |
| 14 | Miskolci utca                        | 43 | 62, 62A, 69 81 |
| 15 | Rákospatak utca                      | 42 | 62, 62A, 69 |
| 16 | Fűrész utca                          | 41 | 62, 62A, 69 |
| 18 | Nagy Lajos király útja / Czobor utca | 39 | 3, 62, 62A, 69 82, 82A 32 |
| 19 | Laky Adolf utca                      | 38 | 3, 69 82 |
| 21 | Erzsébet királyné útja, aluljáró     | 37 | 1, 1A, 3, 69 70, 82 |
| 22 | Korong utca                          | 36 | |
| 24 | Zugló vasútállomás                   | 34 | 1, 1A 72 7, 7E, 8E, 108E, 110, 112, 133E S21 S50 G50 Z50 IC, sebesvonat, gyorsvonat |
| 26 | Stefánia út / Thököly út             | 32 | 72, 75 7, 110, 112 |
| 27 | Cházár András utca                   | 31 | 7, 110, 112 |
| 28 | Reiner Frigyes park                  | 30 | 7, 30, 30A, 110, 112, 133E, 230 |
| 30 | Keleti pályaudvar M                  | 28 | 23, 24 73, 76, 78, 79, 80 7, 7E, 8E, 20E, 30, 30A, 107, 108E, 110, 112, 133E, 230 G10 S60 G60 Z60 S80 G80 IC, EC, EN, InterRégió, sebesvonat, gyorsvonat, expresszvonat,                      |
| 31 | Huszár utca                          | 26 | 73, 76, 79 7, 107, 110, 112 |
| 33 | Blaha Lujza tér M                    | 25 | 4, 6, 28, 28A, 37, 37A, 62 74 7, 7E, 8E, 99, 107, 108E, 110, 112, 133E, 217E |
| 34 | Uránia                               | 23 | 74 7, 8E, 107, 108E, 110, 112, 133E |
| 36 | Astoria M                            | 22 | 47, 48, 49 72, 74 7, 8E, 9, 107, 108E, 110, 112, 133E |
| 38 | Ferenciek tere M                     | 20 | 7, 8E, 15, 107, 108E, 110, 112, 133E |
| 39 | Március 15. tér                      | 18 | 2, 2B, 23 7, 8E, 15, 107, 108E, 110, 112, 133E |
| ∫  | Döbrentei tér                        | 17 | 19, 41, 56, 56A 8E, 108E, 110, 112 |
| 40 | Szarvas tér                          | ∫  | 19, 41, 56, 56A |
| 41 | Dózsa György tér                     | 16 | 56, 56A 16, 216 |
| 43 | Alagút utca                          | 14 | 56, 56A 16, 105, 178, 216 |
| ∫  | Mikó utca                            | 12 | |
| 45 | Korlát utca                          | 11 | |
| 46 | Körmöci utca                         | 10 | |
| 48 | Széll Kálmán tér M (Csaba utca)      | 8  | 4, 6, 17, 56, 56A, 59, 59A, 59B, 61 16, 16A, 21, 21A, 22, 22A, 39, 91, 102, 116, 128, 129, 139, 140, 140A, 149, 155, 156, 221, 222 781, 782, 783, 784, 785, 786, 787, 789, 791, 793, 794, 795 |
| 50 | Nyúl utca                            | 7  | 56, 56A, 59, 59B, 61 91, 155, 156 |
| 51 | Városmajor                           | 6  | 56, 56A, 59, 59B, 60, 61 22, 22A, 91, 155, 156, 222 |
| 52 | Vasas sportpálya                     | 5  | |
| 53 | Júlia utca                           | 4  | |
| 54 | Gábor Áron utca / Pasaréti út        | 3  | 91, 291 |
| 55 | Virág árok                           | 2  | |
| 56 | Harangvirág utca                     | 1  | |
| 58 | Pasaréti tér végállomás              | 0  | 29 |

## Képgaléria

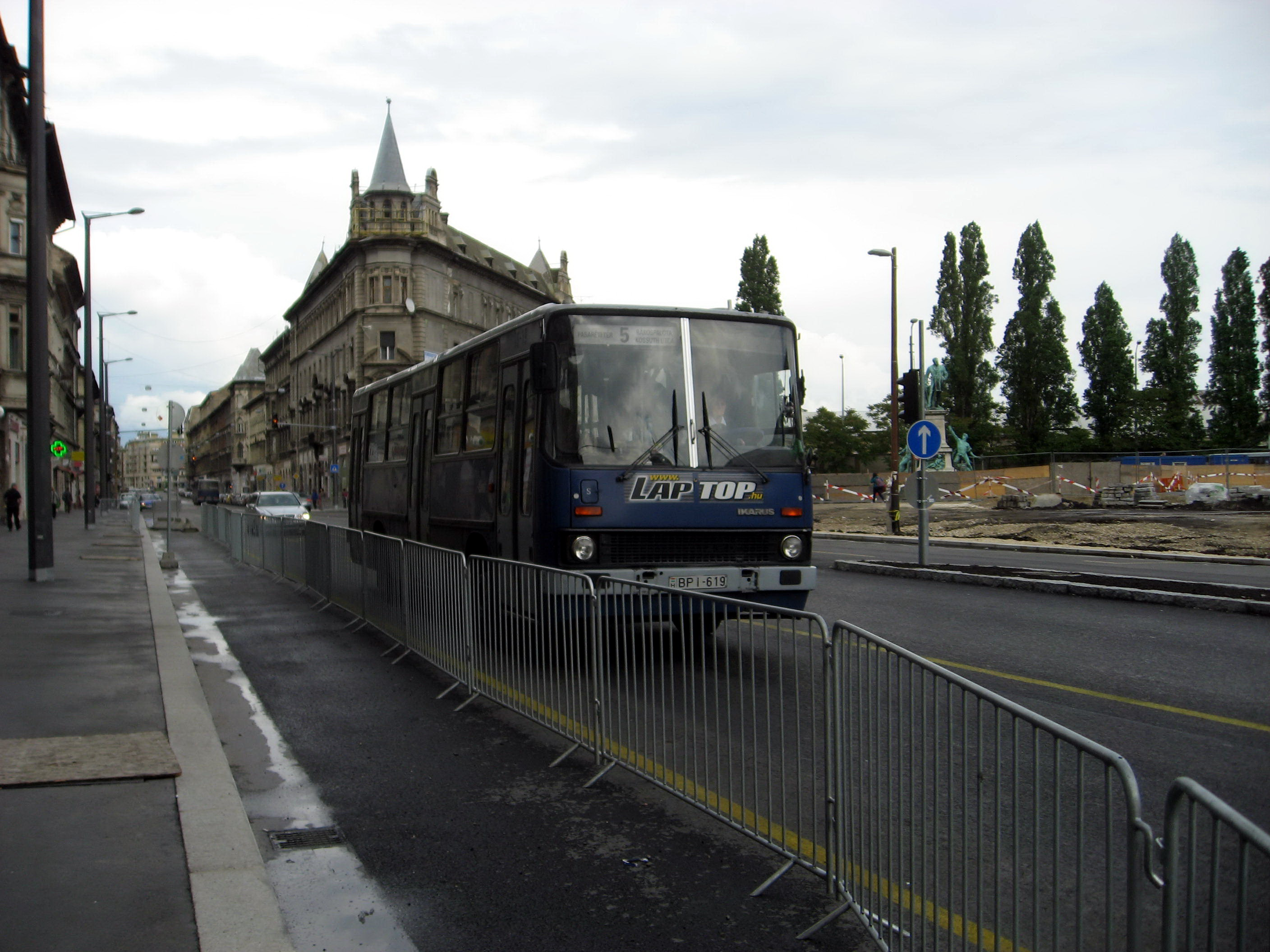
Ikarus 260
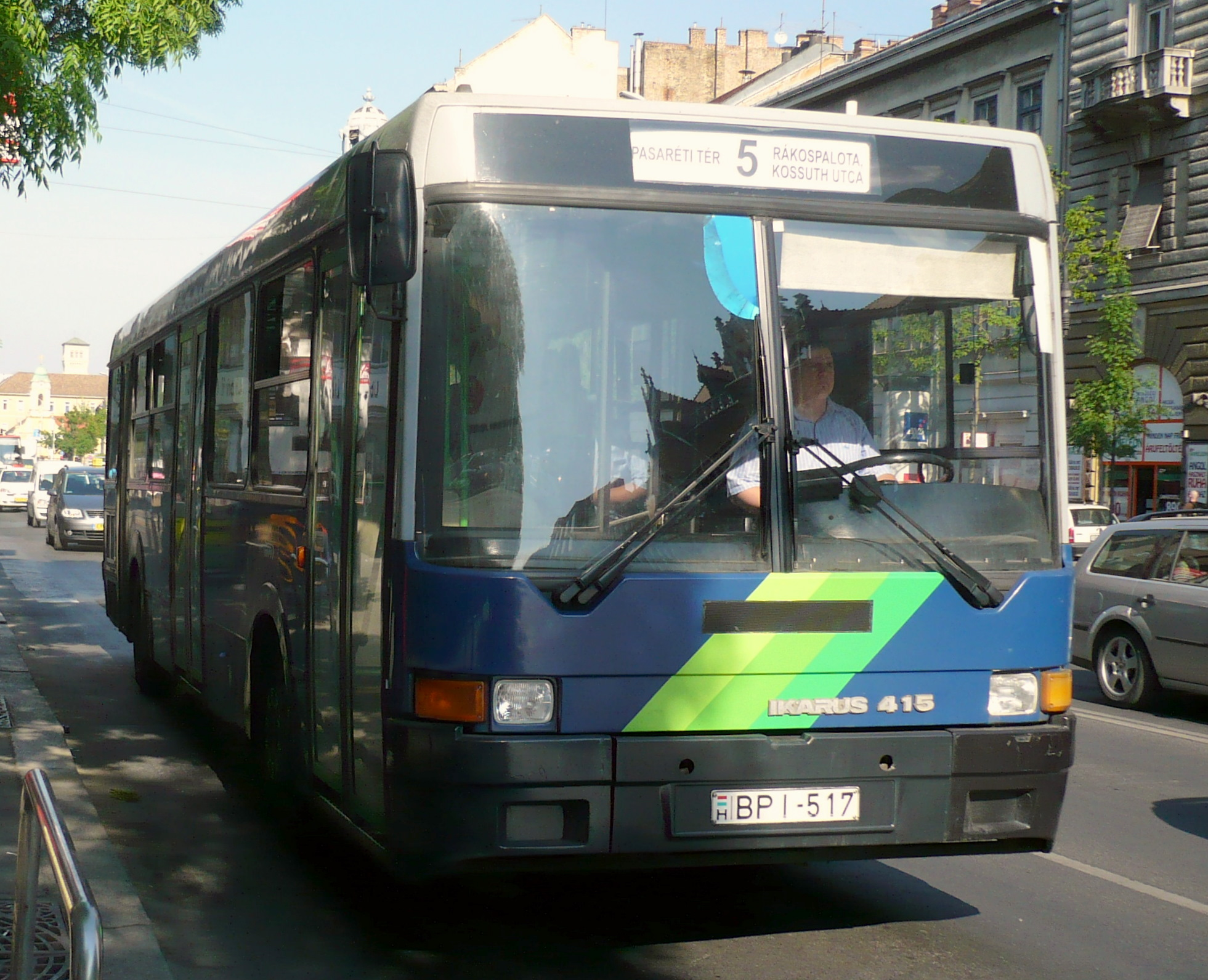
Ikarus 415
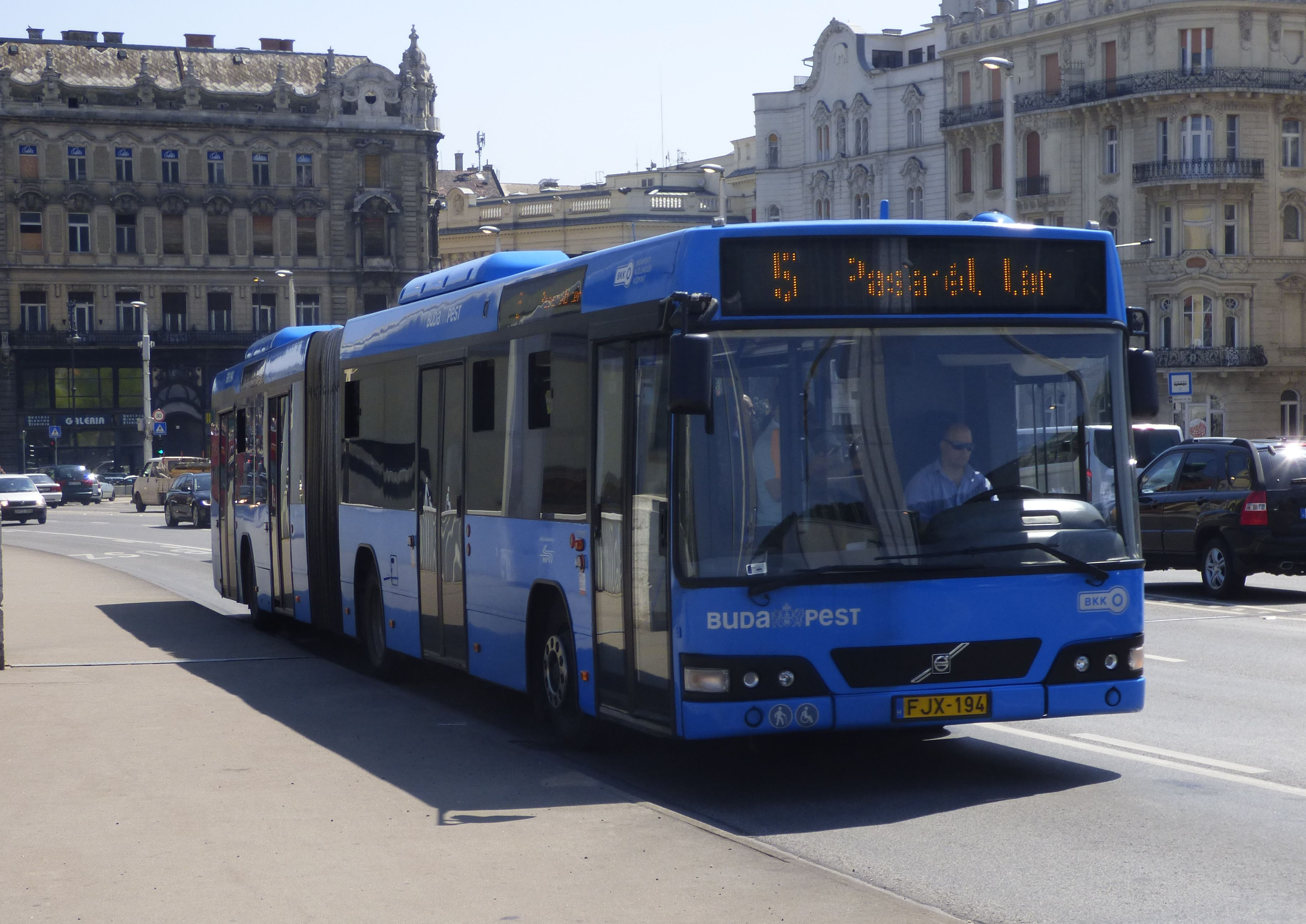
Volvo 7700A
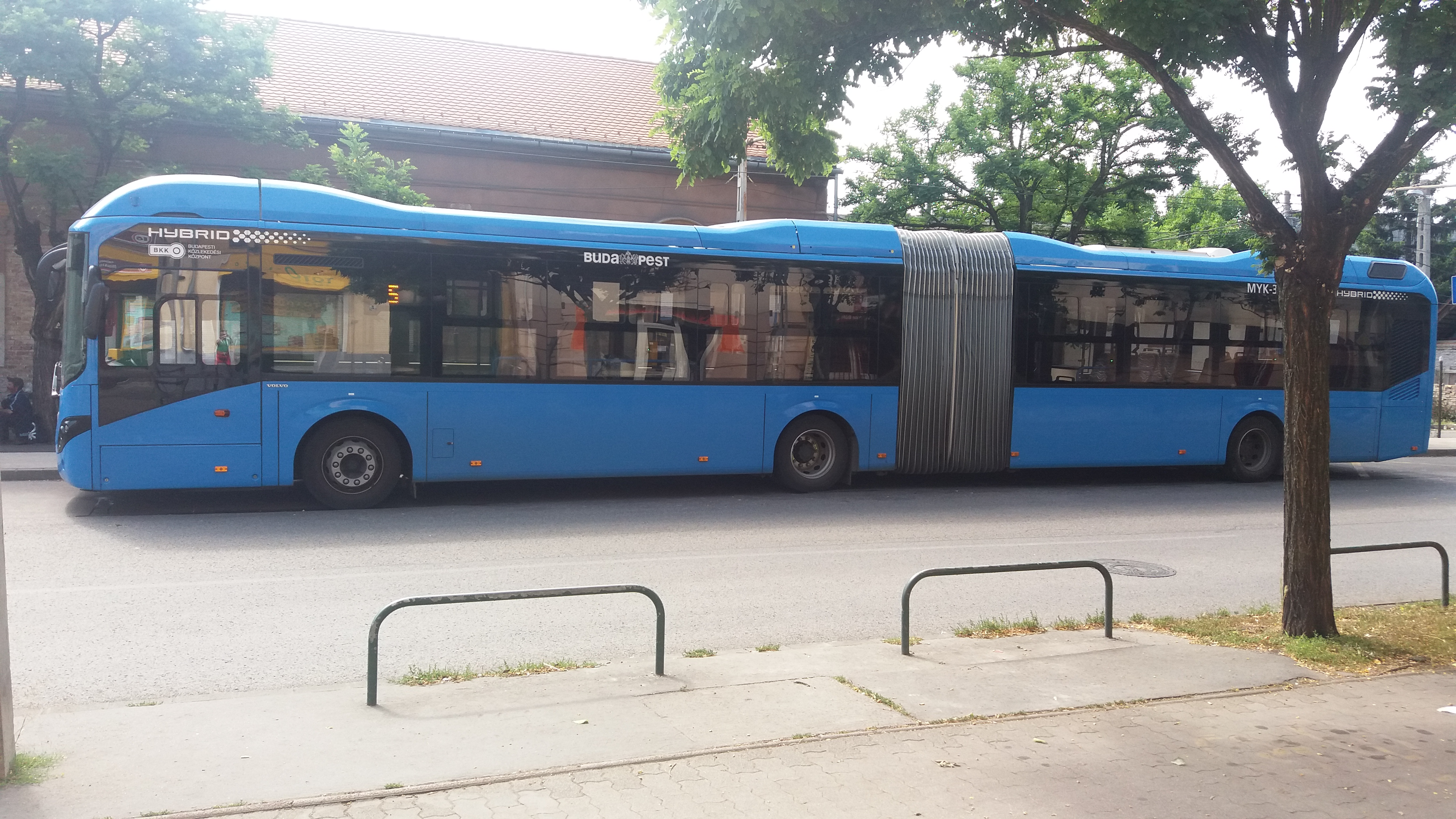
Volvo 7900A Hybrid
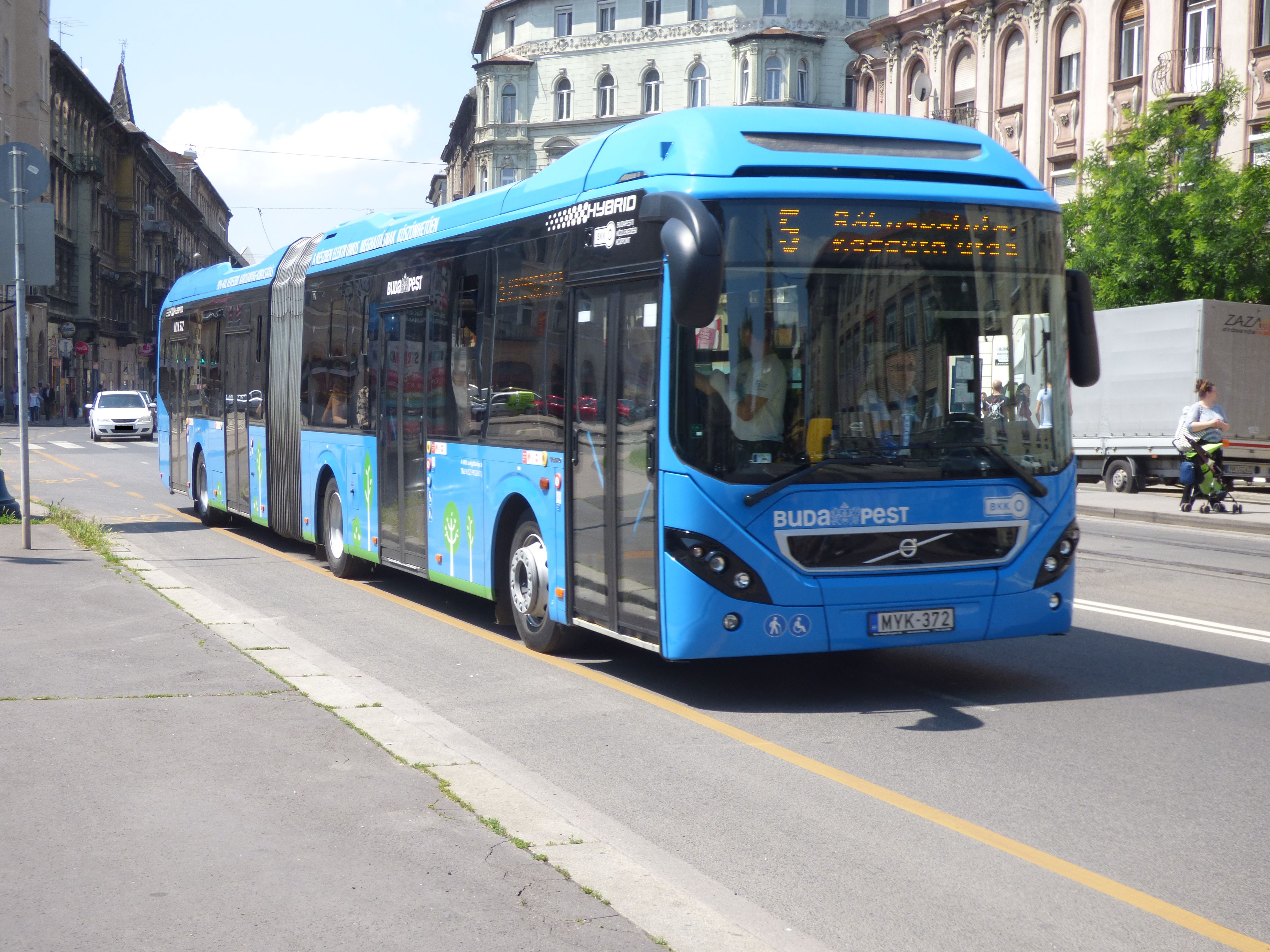
Volvo 7900A Hybrid
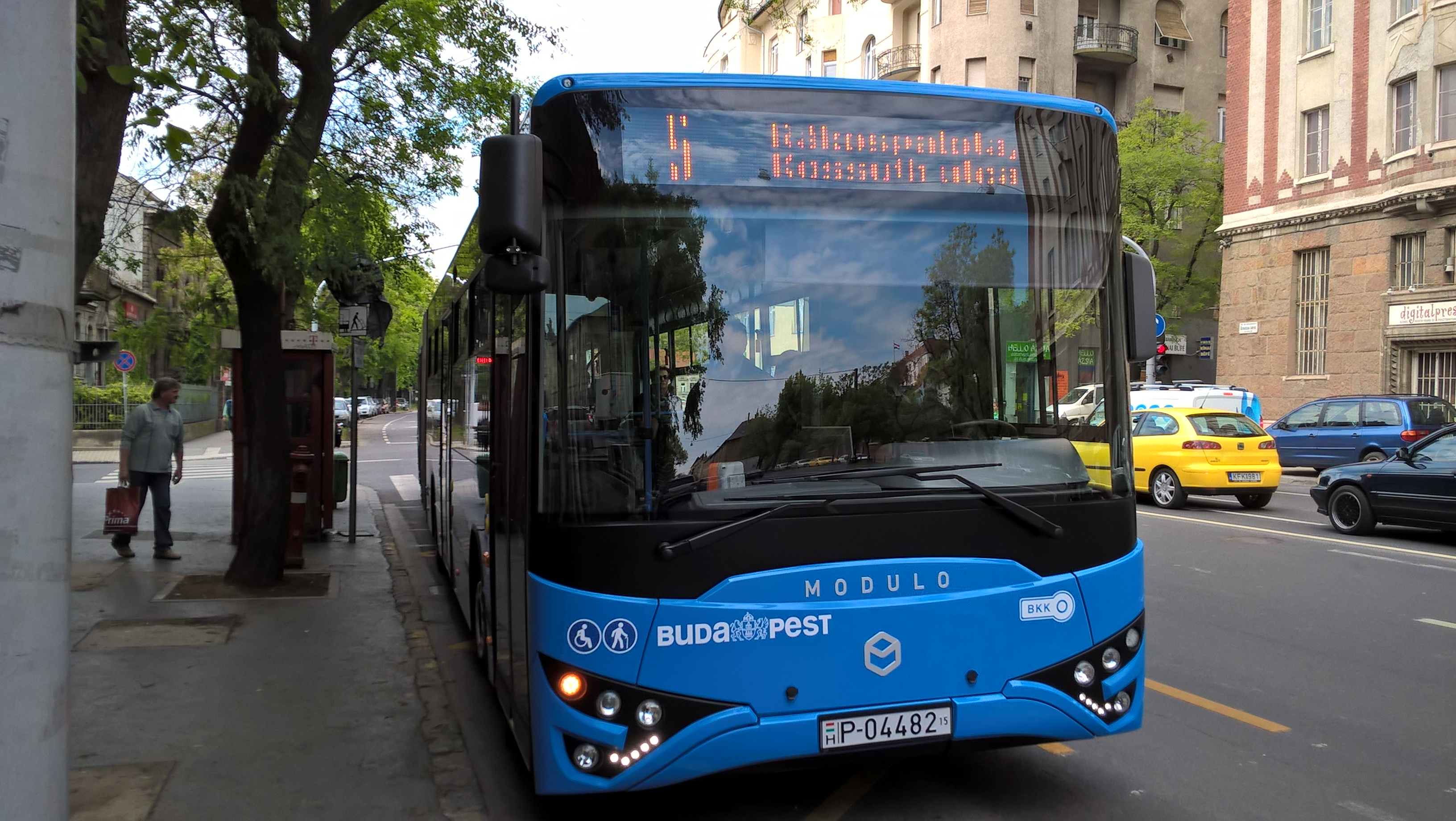
Modulo M168d
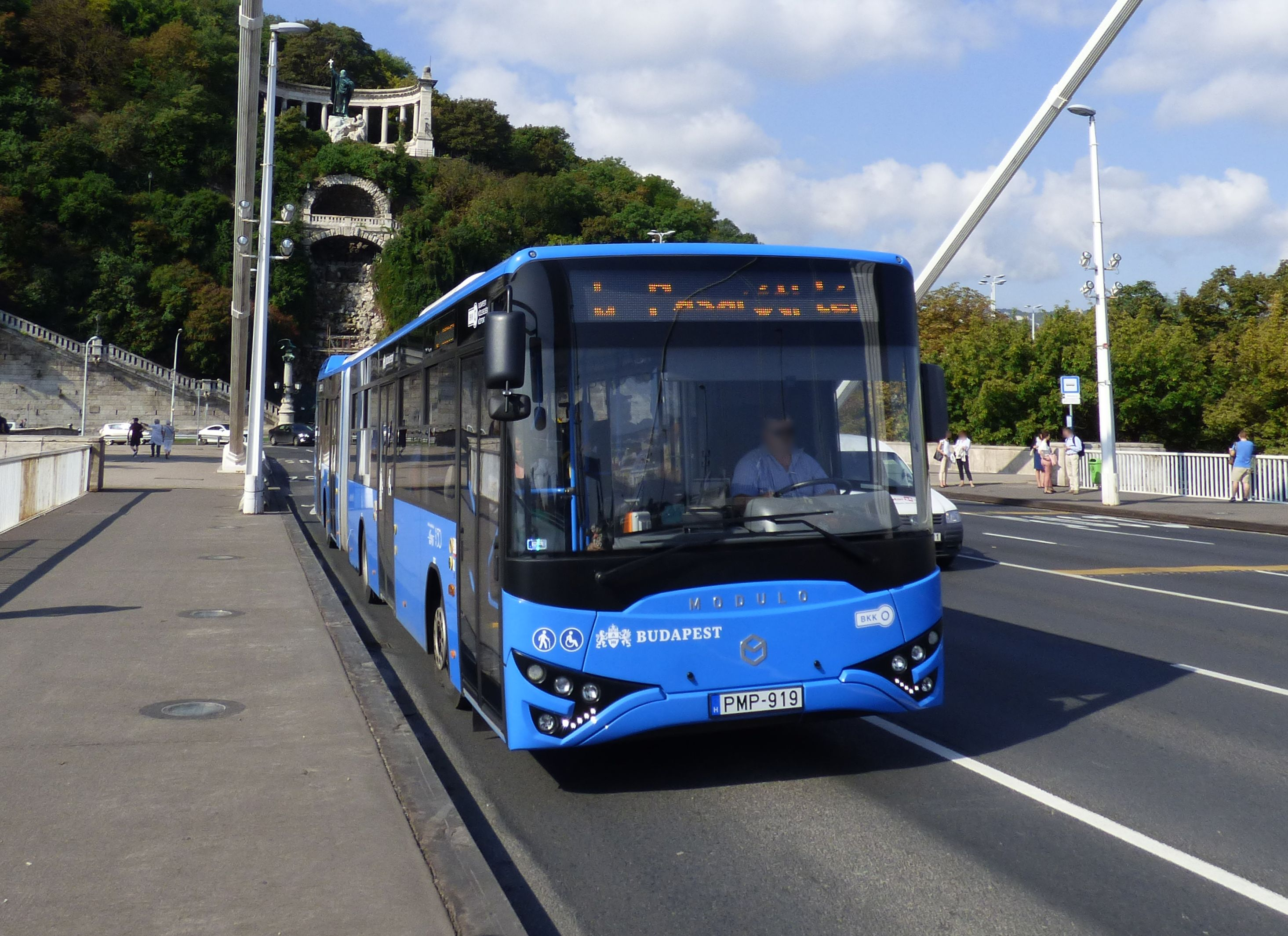
Modulo M168d